# 8×56 R
8×56 R (tudi 8×56 R M.30, Mannlicher ali  Steyr) je puškovni naboj z robom, stekleničaste oblike, ki se šteje za naslednika naboja 8x50 R Mannlicher. Razvit je bil v Avstriji, za mitraljez MG 30, a se je kasneje uporabljal tudi v predelanih repetrikah Mannlicherjevega sistema in strojnicah Schwarzlose.
Avstrija je v svojo vojsko ta naboj uvedla leta 1930 in mu dala naziv M.30, Kraljevina Madžarska pa leta 1931 z nazivom 31.M. Prav tako je naboj uvedla Kraljevina Bolgarija leta 1934. Ta naboj pa se ni uporabljal v Kraljevini Italiji, saj Italija svojih zaseženih manlicheric ni predelala za uporabo teh nabojev.
Naboj je še vedno v proizvodnji v tovarni Prvi Partizan v Srbiji, a ni več v uporabi nobenih oboroženih sil.

## Orožje, ki uporablja ta naboj
| Puške: - predava manliherice M.95 - 35.M puška | Mitraljezi: - predelava Schwarzlose - MG 30 - bolgarski Madsen M24 |

## Galerija
- 5-strelni okvirček z naboji 8×56 R
- Primerjava naboja 8×56 R (levo) s starejšim nabojem 8×50 R Mannlicher (desno)